# Billy Bou
Francisco Guillermo Rodríguez Bou (San Salvador; 31 de agosto de 1950-San Miguel; 13 de octubre de 2002), más conocido como Billy Bou, fue un futbolista salvadoreño que se desempeñaba como defensa.

## Trayectoria
Cuando tenía ocho años, se mudó con sus padres a Santa Ana y lo llevaron al equipo Excélsior de la Tercera División de El Salvador en 1965. Ascendió a la Segunda División y en 1970, fue fichado por el Atlante San Alejo.
Este fue su último equipo antes de pasar al FAS, club con que hizo la mejor parte de su carrera. Hizo 10 goles en la Primera División de El Salvador con los "santanecos", el primero se dio el 27 de junio de 1971, contra la UCA en el Estadio de la Flor Blanca.

## Selección nacional
El entrenador argentino Gregorio Bundio, lo llamó a su primer juego con la selección de El Salvador, sin embargo, este encuentro no fue oficial ya que fue ante el CSD Municipal de la Liga Nacional de Guatemala el 2 de diciembre de 1973.

### Participaciones en Campeonatos Concacaf
| Copa                                       | Sede   | Resultado     | Part. | Goles |
| ------------------------------------------ | ------ | ------------- | ----- | ----- |
| Campeonato de Naciones de la Concacaf 1977 | México | Tercer puesto | 2     | 0     |

## Clubes
| Club              | País        | Año       |
| ----------------- | ----------- | --------- |
| Excélsior         | El Salvador | 1965-1970 |
| Atlante San Alejo | El Salvador | 1970      |
| FAS               | El Salvador | 1971-1981 |

## Palmarés

### Títulos nacionales
| Título           | Equipo | País        | Año     |
| ---------------- | ------ | ----------- | ------- |
| Primera División | FAS    | El Salvador | 1977-78 |
| Primera División | FAS    | El Salvador | 1978-79 |
| Primera División | FAS    | El Salvador | 1981    |

### Títulos internacionales
| Título                           | Equipo | País        | Año  |
| -------------------------------- | ------ | ----------- | ---- |
| Copa de Campeones de la Concacaf | FAS    | El Salvador | 1979 |